# Huelga de subterráneos de Buenos Aires de 2012
La huelga de subterráneos de Buenos Aires de 2012 comenzó el 3 de agosto y dejó sin servicio de subterráneos hasta el 13 de dicho mes, cuando Metrovías llegó a un acuerdo con los delegados, que constó en un 23% de aumento salarial y mejores condiciones laborales. Fue la huelga de subterráneos más larga de la historia de la Ciudad.
El Jefe de Gobierno de la Ciudad de Buenos Aires, Mauricio Macri había rechazado el traspaso del subte en marzo de 2012, argumentado que: "no se puede hacer cargo de diez años de falta de inversión", asegurando que la "falta de inversión provoca la falta de seguridad en el subte", cabe destacar que estas declaraciones fueron una semana después de la tragedia en la estación de Once, cuando antes del accidente el jefe de Gobierno porteño había ratificado que se haría cargo de los subterráneos.
El conflicto provocó reiterados cruces entre el Gobierno de la Nación y de la Ciudad de Buenos Aires, ambos acusándose entre sí la responsabilidad de los subterráneos de Buenos Aires. El jefe de Gobierno porteño Mauricio Macri llegó a decir que "los metrodelegados son una creación del kirchnerismo". Mientras que el ministro de Interior y Transporte, Florencio Randazzo dijo "el problema es la incompetencia del gobierno porteño". Inclusive, por parte del Estado Nacional se transmitió un spot por Canal 7 dando su punto de vista del conflicto. Poco tiempo después apareció un spot "desmintiendo" al anterior por parte del Gobierno de la Ciudad Autónoma de Buenos Aires.
El conflicto provocó una caída en la imagen de Cristina Kirchner y Mauricio Macri, del 64,5% y 48,5% respectivamente, según la encuestadora Management & Fit y difundida por MUY.
Según un índice del diario La Nación, estima que por día se pierden 50 millones de pesos, aunque el mismo medio dice que es difícil saber con exactitud dicho índice.

## Antecedentes
El 21 de mayo de 2012 Metrovías, junto a la UTA y la AGTSyP, firmaron un "principio de acuerdo" otorgando una suma fija no remunerativa entre 900 a 1200 pesos de acuerdo al nivel de los salarios -un 15% al 19% de aumento- para evitar un paro de 48 hs, en donde se pedía además del aumento, mejoras laborales en el servicio.

## Principio de la huelga
Todo comenzó cuando la Asociación Gremial de Trabajadores del Subte y el Premetro (AGTSyP) anunció un paro para el viernes 3 de agosto a las 21:00 -hora local del Gran Buenos Aires-, hasta el domingo. A sí mismo la Unión Tranviarios Automotor (UTA) había declarado una huelga que inició el lunes y se mantendría por 72 horas. Los trabajadores del subterráneo reclaman mejoras salariales y mayor inversión en el mantenimiento de las unidades. No obstante, el día 6 de agosto anunciaron la prolongación del paro, al no haber un acuerdo. Ese mismo día el Jefe de Gobierno de la Ciudad de Buenos Aires, Mauricio Macri anunció un servicio gratuito de 500 ómnibuses escolares para paliar la falta del subte. Sin embargo, los ómnibuses cubren un margen de 150 mil personas, cuando diariamente el subte transporta casi un millón de pasajeros.

## Primeros intentos de negociación
El miércoles 8 de agosto se produjo la primera reunión -la cual duró siete horas-, además de cumplirse el cuarto día del cese de servicio. La UTA rechazó aprobar la proposición de la jueza Patricia López Vergara de utilizar los subsidios del Estado para pagar el incremento en los salarios. El paro continuo.
El viernes 10 de agosto se realizó una nueva reunión para pactar un acuerdo. La UTA ofreció un aumento del 23%, cuando los "metrodelegados" pedían el 28%. Por ello, la reunión no fructífero, y el paro siguió.

## La huelga más larga de la historia
Tras cinco días de huelga, el paro se convirtió en el más extenso desde 1991. Un descarrilamiento de una formación del ferrocarril Mitre complicó el movimiento de pasajeros, produciendo el colapso de los colectivos.
Tras seis días de paro, el día jueves 9 de agosto la Subsecretaría de Trabajo de la ciudad de Buenos Aires dictó la "conciliación obligatoria". Sin embargo, la medida fue rechazada por los trabajadores del subterráneo, en consecuencia, el Gobierno de la ciudad aplicó una multa de 4.933.000 de pesos. El asesor legal de los "Metrodelegados", Luis Ramírez dijo que la sanción es "ilegal" y la llevara ante la Organización Internacional del Trabajo (OIT), por "violentar el derecho a huelga".
El 11 de agosto el secretario general de la UTA, Roberto Fernández declaró que la huelga se trataba de una "toma", también acusó a los delegados de romper coches y atrincherarse, intensificándose la interna gremial.

## Acuerdo y final de la huelga
Durante la noche del lunes 13 de agosto, una nueva se produjo una nueva reunión. Los "metrodelegados" concretaron un acuerdo con Metrovías, comprometiéndose a recomponer el servicio al día siguiente, y según Roberto Pianelli -Sec. Gral. del gremio- el acuerdo también contempla mejoras en las condiciones laborales. Sin embargo el aumentó se mantiene en el 23% como ya lo había firmado anteriormente la UTA. Según el gobierno porteño, la huelga se levantó por "un llamado de la Casa Rosada".
No obstante, Roberto Pianelli, Secretario General de la de Asociación Gremial de Trabajadores del Subte y el Premetro (AGTSyP) dijo que el acuerdo es "mínimo" y "ultraprecario", pero sostuvo que no desea volver a otra huelga el servicio de subte.